# 1989년 혁명
1989년 혁명은 1980년대 말부터 1990년 초까지 발생한 혁명의 물결의 일부로 동유럽과 기타 지역의 공산정권을 붕괴시키게 된 결과를 낳았다. 이 혁명은 국가들의 가을(영어: Autumn of Nations)이라고도 불리는데, 이는 1848년 혁명을 언급할 때 때때로 사용되는 "국가들의 봄"이라는 용어에 초점을 둔 것이다.
1989년 폴란드 인민공화국이 붕괴되면서 전체적인 혁명의 사건들이 발생했다. 이는 헝가리 인민공화국, 동독, 불가리아 인민공화국, 체코슬로바키아, 루마니아 사회주의 공화국에서도 혁명이 발생했다. 이러한 혁명의 전개 과정 중 거의 대부분의 사건들에서 나타나는 공통점은 시민 저항운동의 광범위한 사용으로, 일당제의 지속에 대해 대중적인 반대여론을 형성하고, 변화의 요구를 거세게 주장하는데 기여했다. 루마니아는 동구권 국가 중 공산정권이 폭력적으로 붕괴된 유일한 국가였으며, 루마니아와 몇몇 다른 국가들의 정권은 대중에 폭력을 가하기도 했다. 1989년 톈안먼 사건은 중국에서 주요 정치적 변화를 이끌어내는데 실패했지만, 시위 동안 용기 있는 저항들의 모습은 전세계의 다른 지역에 또다른 시위를 촉발하는 계기가 되었다. 같은 날인 6월 4일, 폴란드의 연대자유노조는 부분자유선거에서 압승을 거두어 1989년 여름 평화로운 정권 이양에 성공했다. 헝가리는 물리적인 철의 장막을 걷어내어 동독의 난민들이 헝가리로 이주하게 되었고, 이는 동독 정부를 불안정하게 만들었다. 이는 라이프치히를 비롯한 동독 내 여러 도시의 대규모 시위와 베를린 장벽 철거의 계기가 되었고, 1990년 독일 재통일의 상징적 길잡이 역할을 했다.
1991년 말 소련의 해체로 조지아, 우크라이나, 아르메니아, 아제르바이잔, 벨라루스, 카자흐스탄, 키르기스스탄, 몰도바, 타지키스탄, 투르크메니스탄, 우즈베키스탄 등 11개국이 그 해 동안 소련으로부터의 독립을 선언했으며, 발트 3국은 독립을 인정받았다. 나머지 소련의 영토는 1991년 12월 러시아로 재탄생되었다. 1990년부터 1992년까지 알바니아와 유고슬라비아에서 공산주의가 폐지되었다. 1992년 유고슬라비아는 보스니아 헤르체고비나, 크로아티아, 마케도니아 공화국, 슬로베니아와 유고슬라비아 연방 공화국으로 분리되었다. 유고슬라비아 공화국은 세르비아 몬테네그로로 국명을 고쳤고, 이 국가 역시 2006년 세르비아와 몬테네그로로 분리되었다. 2008년 세르비아는 다시 세르비아와 코소보로 분리되었지만, 코소보는 현재 미승인 국가로 남은 상태이다. 체코슬로바키아는 공산당 통치를 폐지한지 3년 후인 1992년 해체되어 체코와 슬로바키아로 분리되었다. 다른 사회주의 국가들도 이 혁명의 영향을 받았다. 캄푸치아 인민공화국, 에티오피아 인민민주공화국, 남예멘, 몽골 인민공화국이 1990년대 후반까지 공산주의를 폐지했다. 대부분의 공산 국가들이 붕괴함에 따라 냉전도 종식되었다.
혼합경제의 다양한 형식을 채택한 이후, 구 동구권 및 공산주의 국가들은 초기에 삶의 질이 일반적으로 쇠퇴했다. 산업 개혁도 동반되어 공산당이 일당체제를 유지하는 국가는 중국, 쿠바, 라오스, 베트남이다. 북한의 경우 헌법 개정을 통해 공산주의 체제가 아님을 밝혔지만 사실상 이들의 통치 체계는 스탈린주의에 가깝다. 서구의 많은 공산주의와 사회주의 조직은 사회민주주의의 원칙을 견지하며 기본 이념을 바꾸었다. 이탈리아와 산마리노의 공산당은 타격을 입었고, 마니 풀리테는 1990년대 초 이탈리아 전체를 휩쓸었다. 그러나 분홍색 물결은 1999년 베네수엘라에서 시작된 이래 1990년대 말 남아메리카에서 시작되었고, 2000년대 초까지 이 지역을 휩쓸었다. 유럽의 정치 구조도 크게 개편되어 동구권 국가 다수가 북대서양 조약 기구와 유럽 연합에 가입해 더욱 강한 경제 및 사회적 통합을 이룩했다.

## 혁명 전조
1980년 말 발트 3국과 캅카스산맥의 국민들은 모스크바의 정부에 분리독립을 요구했고, 정부는 소비에트 연방의 일부 지역과 정당에서 통제권을 잃고 있었다. 1988년 11월 에스토니아 소비에트 사회주의 공화국은 자치를 선언했고, 이는 소비에트 연방 내의 다른 공화국들의 자치 선언에도 영향을 미쳤다.
1986년 4월 체르노빌 원자력 발전소 사고는 1989년 혁명의 주된 원인 또는 부분적인 원인이 될 정도로 소비에트 연방 내의 정치적, 사회적 문제를 낳았다. 정치적으로 재앙적인 결과가 나온 또다른 이유는 소련의 새로운 정책인 글라스노스트가 채택되었기 때문이었다. 소련의 경제적인 피해는 추산하기 어렵다. 미하일 고르바초프에 따르면 소련은 180억 루블을 오염 및 정화에 사용했고, 결정적으로 이것이 소련의 파산으로 연결되었기 때문이다.

## 개요
혁명의 역사적인 순간은 1989년 폴란드 인민공화국에서 시작되었다. 이러한 혁명은 헝가리 인민공화국, 동독, 불가리아 인민공화국, 루마니아 사회주의 공화국, 체코슬로바키아 등 다른 동유럽 국가들로 퍼졌다. 이러한 혁명의 공통점은 시위가 거대한 봉기로 이어졌고, 일당 정치의 지속에 대한 민중의 반대와 변화의 압력에 기여했다는 것이다. 혁명 중 루마니아만이 유일하게 유럽 동구권에서 공산 정권이 폭력에 의해 몰락한 국가였다. 루마니아 정권이 아닌 다른 지역에서도 민중에 폭력이 가해진 사건이 여럿 있었다. 1989년 톈안먼 사건은 중화인민공화국의 정치적, 행정적, 사법적, 헌법적 변화를 유도하지는 못했지만, 세계 곳곳의 다른 민중들에게 큰 희망을 주었다. 같은 날인 6월 4일, 폴란드의 부분적 자유 선거에서 폴란드 자유 노조가 압도적인 승리를 거두어 1989년 여름 폴란드의 공산 정권은 평화적으로 몰락했다. 헝가리는 철의 장벽을 해제하여 동독 주민들이 헝가리로 이탈하는 것을 막지 못했고, 이는 결국 동독 지역의 불안정화를 야기했다. 이는 라이프치히와 같은 대도시에서 대규모 시위가 일어나는 것의 한 원인이 되었고, 베를린 장벽이 무너짐에 따라 1990년 독일의 재통일이 이뤄지는 계기가 되었다.
1991년 말 소비에트 연방의 해체가 이루어짐에 따라 14개국이 독립했다. 아르메니아, 아제르바이잔, 벨라루스, 조지아, 몰도바, 우크라이나, 투르크메니스탄, 타지키스탄, 키르기스스탄, 카자흐스탄, 우즈베키스탄, 에스토니아, 라트비아, 리투아니아 등은 소비에트 연방으로부터 1990년과 1991년 사이에 독립을 선포했고, 나머지 영토는 신생 공화국인 러시아 연방에게 1991년 12월 넘어갔다. 1990년부터 1992년 사이에 알바니아와 유고슬라비아도 공산주의를 폐지했다. 1992년 유고슬라비아는 보스니아 헤르체고비나, 크로아티아, 마케도니아 공화국, 슬로베니아, 유고슬라비아 연방 공화국으로 분리되었고 유고슬라비아 연방 공화국은 세르비아 몬테네그로로 국명을 변경했다. 이후 2006년 세르비아 몬테네그로도 세르비아와 몬테네그로로 분리되었고, 2008년 세르비아는 다시 코소보와 세르비아로 분열되었다. 체코슬로바키아는 1989년 공산주의가 붕괴된 이후 체코 공화국과 슬로바키아로 1992년 평화롭게 분리되었다. 기타 사회주의 국가에게도 혁명은 영향을 미쳤다. 캄푸치아 인민공화국, 에티오피아 인민 민주주의공화국, 남예멘이 공산주의를 버렸고, 몽골 인민 공화국에서는 혁명이 발생해 공산주의의 일당 체제가 붕괴되었다. 소련과 사회주의의 붕괴는 냉전의 공식적인 종식을 알렸다.
다양한 형태의 시장 경제를 채택하는 동안 생필품의 가격이 일반적인 수준으로 낮춰졌다. 정치적 개혁은 여러 지역에서 다양화되었지만, 중국, 쿠바, 라오스, 베트남, 북한은 전세계에서 일당 체제를 유지한 공산주의 국가가 되었다. 서구의 수많은 공산주의 및 사회주의 단체가 그들의 이념을 사회 민주주의로 변경하였다. 이탈리아와 산마리노의 공산당은 이탈리아 정치 개혁으로 1990년 위기를 맞이했다. 유럽의 정치도 상당히 바뀌었는데, 과거의 동구권 국가들이 북대서양 조약 기구, 유럽 연합 등에 가입하여 유럽 대륙 간의 경제적, 사회적 통합이 강화되었다.

## 동구권 외부의 세계
1986년 2월 필리핀에서는 독재 정권 페르디난드 마르코스를 피플 파워 혁명을 통해 몰아내고 새로운 대통령으로 코리 아퀴노를 선출했다. 1989년 혁명의 도미노 효과로 세계 각국의 다른 정권들도 영향을 받았다. 남아프리카 공화국의 아파르헤이트 정권과 칠레의 피노체트 정권은 1990년대부터 서구의 자금 및 정치적 지원이 미약해지자 서서히 약화되었으며, 대한민국, 수리남, 중화민국, 니카라과, 인도네시아, 가나, 북예멘, 남예멘을 비롯한 여러 정부에서 자유 민주주의 정권이 수립되었다. 1991년 인도 정부는 사회주의 노선을 버리고 신자유주의를 채택했다.

## 배경

### 공산주의에 대한 반대
제2차 세계 대전 당시 나치 독일은 중앙유럽의 여러 국가들을 침공하고 점령했다. 독일-소련 불가침 조약 이후 독일은 폴란드를 병합했지만, 이후 바르바로사 작전을 통해 소련을 침공했다. 소련은 이후 미국과 더불어 연합국에 가담하여 독일군과 맞서 싸웠고, 폴란드와 헝가리, 유고슬라비아, 루마니아, 불가리아, 오스트리아 등으로 진격하며 독일군을 압박했다. 1945년 4월 29일, 소련군은 나치 독일의 수도인 베를린에 입성했고 1945년 5월 8일 나치 독일이 소련에 항복하면서 전쟁은 끝이 났다. 나치 독일이 반공주의를 내세웠기 때문에 중앙유럽 곳곳에서 나치 독일은 공산주의자들을 탄압했고, 이 결과 반나치 저항 운동에서 공산주의자들의 활약이 두드러졌다. 이후 테헤란 회담과 얄타 회담에서 연합국은 중앙 및 동부 유럽에서 소련의 지위를 인정했다.
2차 대전 이후 소련은 미국에 맞서 자신의 영향력을 확보하기 위해 노력했다. 1945년부터 스탈린은 중국 내 공산당을 지원하여 1949년 중화인민공화국을 수립하는데 기여했고, 1950년 한국 전쟁에서 북한을 지원하기도 했다. 이 외에도 소련은 아프리카 및 중동 지역에 개입해 이스라엘에 반대하는 아랍 국가들을 지원하고 앙골라 내전과 모잠비크 내전, 에티오피아 내전 등에 개입했다. 아시아 지역에서도 베트남과 라오스, 캄푸치아 민주 전선을 지지하고 미국과 동맹을 맺은 파키스탄을 견제하기 위해 이란 및 인도와 친밀한 관계를 유지했다.
그러나 중앙유럽을 비롯한 각국에서는 공산당에 대한 반대 운동이 곳곳에서 전개되었다. 소련에 무력으로 점령당한 발트 3국은 1956년까지 영국과 미국을 비롯한 서방 국가들의 지지를 받으며 정글 작전을 비롯한 각종 게릴라 전쟁을 수행했다. 동독에서도 스탈린의 죽음 이후 지나치게 전개되었던 스탈린화에 반대해 동독 노동자들이 1953년 6월 16일부터 파업 시위를 벌였지만 소련군과 동독 정부에 의해 진압되었다. 같은 해 체코슬로바키아의 플젠에서도 공산당의 화폐 개혁 및 정치에 반대하여 봉기가 일어났다. 더 큰 규모의 봉기가 1956년부터 발생했다. 1956년 3월 조지아의 트빌리시에서는 탈스탈린화에 힘입어 학생들과 국민들은 소비에트 정부의 변화와 조지아의 독립을 요구했다. 사태는 6일 만에 진정되었지만 조지아 정부와 소련의 관계가 악화되었다. 1956년 6월 폴란드 포즈난에서 시민 봉기가 일어나 정부의 정책 변화를 촉구했고 같은 해 10월 폴란드 당국은 국민들에게 공산주의의 새로운 길을 약속했다. 1956년 헝가리 혁명은 소련의 중앙유럽 정책에 위기를 가져왔다. 새로 집권한 임레 너지는 공산주의 채택 이후 헝가리의 경제 악화 및 스탈린의 죽음으로 소련 중심의 정책에서 탈피하고자 했고, 미국의 지지로 봉기를 일으켰다. 헝가리에서는 범국민적인 반소 운동이 제기되었고, 학생들과 무장한 시민들이 헝가리 정부에 맞섰다. 그러나 소련군의 개입으로 혁명은 실패로 돌아갔다.
헝가리 혁명 이후 소련에 대한 반대 운동은 크게 드러나지 않았으나 1960년 중후반부터 다시 반소 운동이 재개되었다. 아르메니아에서 1965년 아르메니아 집단학살에 대한 신원 복구 및 서아르메니아 합병을 소련 측에 요구했지만 이것이 묵살되자 봉기가 일어난 것이었다. 이후 소련 정부는 이를 일부 수용해 치체르나카베르드를 건립했다. 더 큰 규모의 반소 운동은 1968년 프라하에서 발생했다. 이것이 프라하의 봄으로 체코슬로바키아 국민들은 정부의 민주화 및 탈스탈린화를 요구했지만 바르샤바 조약 기구군의 침공으로 민주화 운동은 진압되었다. 그러나 이 반소 운동은 이후 폴란드, 소련 등지로 광범위하게 퍼져 나갔다. 이후 브레즈네프 독트린으로 소련의 중앙집권은 더욱 강화되었다.

### 폴란드 자유 노조 수립
1980년대 폴란드에서 노동자 조합이 독립적인 노조의 결성으로 이어졌다. 이는 1980년 9월 레흐 바웬사가 이끄는 연대자유노조의 설립으로 이어졌으며 이 노조는 시간이 흐를수록 정치적 성격을 띠게 되었다. 1981년 폴란드 인민 공화국의 수장 보이치에흐 야루젤스키는 연대자유노조를 약화시키고 폴란드에 계엄령을 선포해 노조를 탄압했다. 노동조합의 모든 인원들이 투옥되었지만 공산주의 역사상 노동 조합이 국가의 기능을 반영하지 않고 자신들의 뜻을 관철시키려고 했던 성격을 지녔다는 점에서 의의가 있다.

### 고르바초프의 등장
몇몇 동구권 국가들의 개혁적 정책이 무산되었지만, 1950년대부터 일부 제한적으로 정치 및 경제면에서 개혁이 시작되었다. 뒤이어 1985년 집권한 소비에트 연방의 지도자 미하일 고르바초프는 부분적 개혁에서 전반적인 개혁을 생각하고 있었고, 조금 더 거대한 개혁을 향한 동향을 나타냈다. 1980년대 중반부터 소련의 젊은 지식인들인 아파라트치크 계층이 고르바초프의 주도 하에 브레즈네프 침체기 동안 일어났던 여러 문제들을 되돌리기 위해 기능적 개혁을 지지하기 시작했다. 소련은 심각한 경제적 후퇴에 직면했고, 이를 되돌리기 위해 서구권의 기술과 신용이 필요했다. 소련을 유지하는 군대의 비용은 경제를 파탄으로 몰고 갔기에 소련의 위성국들에게 맡겨졌다.
주요 개혁의 첫 신호는 1986년 고르바초프가 글라스노스트 정책을 추진하고, 페레스트로이카의 필요성을 강조하면서 등장했다. 글라스노스트는 개방을, 페레스트로이카는 경제 구조의 재편을 의미한다. 1989년 봄이 되면서 소련은 사법개혁을 시작했을 뿐만 아니라 다당제 후보제를 처음으로 도입하여 소련인민대표대회를 개최했다. 글라스노스트가 개방과 정치적 비판을 지지했지만. 이것은 공산주의자들의 정치적 입장과 궤를 같이 하여 허용된 것이었기에 여전히 제한은 많았다. 동구권의 다른 국가들은 여전히 비밀 경찰과 정치적 압력에 위협을 받고 있었다.
모스크바 정부의 가장 큰 장애물은 서방 국가들을 철의 장막으로부터 차단하면서도 정치적, 경제적 관계를 증진시키는 것이었다. 소련의 군사적 개입이 중앙 유럽이나 동유럽 일대에서 시작될 것처럼 보였지만 모스크바 정부가 국가의 개편을 위해 서방 국가의 경제적 지지를 얻는 것은 어려워보였다. 고르바초프는 중앙 유럽 및 동유럽의 위성국가 정부에 페레스트로이카와 글라스노스트를 따라할 것을 촉구했다. 그러나 헝가리와 폴란드의 개혁주의자들은 동에서 서로 확산되는 자유화의 물결에 의해 지나치게 고무되었고, 다른 중앙유럽 국가들은 회의적인 시각을 유지하며 개혁의 혐오감을 주장했다. 과거 경험 상 소련의 개혁은 통제가 가능했지만 기타 국가에서 변화에 대한 압력은 통제가 불가능했다. 이러한 정권은 소련의 군대와 그들의 지지자들의 지원을 받으며 소련식 권위주의를 통해 정권을 유지시켰다. 고르바초프의 개혁은 실패로 끝날 것처럼 보였는데, 그 이유는 정통 공산주의자들인 동독의 에리히 호네커, 불가리아의 토도르 지프코프, 체코슬로바키아의 구스타우 후사크, 그리고 루마니아의 니콜라에 차우셰스쿠가 정권을 유지하며 변화에 대한 요구를 묵살했기 때문이다. 이는 동독의 중앙위원회 중 한 사람이 "만약 당신의 이웃이 새로운 벽지를 붙일 때, 당신도 그렇게 할 필요는 없죠."라고 말한 것에서 잘 드러난다.

## 공산국가의 변화

### 중화인민공화국
1982년부터 집권한 중국의 새 지도자 덩샤오핑은 1984년 중국 특색 사회주의라는 개념을 발달시켜 지역 시장주의를 도입하였지만, 정치적 변화는 정지된 상황이었다. 이에 따라 중국 학생들의 첫 시위가 1986년 12월 헤페이에서 시작되었다. 학생들은 해외 유학의 기회 제공 및 캠퍼스 내에서의 선거, 그리고 서구 팝 문화에 대한 광범위한 접근 허용을 요구했다. 그들의 시위는 정치적 분위기가 완화되고 개혁의 국면이 지연될 시기를 이용한 것이었다. 의장이자 덩샤오핑의 피보호자, 그리고 개혁지지자였던 후야오방은 시위에 대한 책임으로 중국 공산당에서 1987년 1월 사임하라는 압력을 받았다.
톈안먼 시위는 1989년 4월 15일 후야오방의 죽음으로 시작되었다. 후의 국장 당시 10만 명의 학생들이 톈안먼 광장에서 그것을 지켜보기 위해 모였다. 그러나 대강당에서 어떠한 지도자들도 나오지 않았다. 운동은 7주 동안 지속되었다. 고르바초프가 시위 중 3월 15일 중국을 방문할 당시, 많은 해외 언론 기자들이 베이징에 있었고, 그들은 시위자들의 생생한 모습을 담으며 유럽에서 있었던 자유의 영혼에 활기를 불어넣었다. 소련보다 먼저 급진적 경제 발전을 시작한 중국의 지도자들과 그리고 공산당의 국무위원인 자오쯔양은 정치적 개혁을 추구하겠다고 밝혔으며 색깔 혁명처럼 무질서를 유발할 수 있는 잠재적 가능성은 시도하지 않았다. 1989년 6월 4일 전차가 톈안먼 광장에 진입하면서 사태는 급변했다. 베이징에서 시위에 대한 군사적 진압은 많은 시민들에게 피해를 입혔다. 사상자는 여러 통계치에 따라 달랐기에 정확히 알 수는 없었다.

### 폴란드

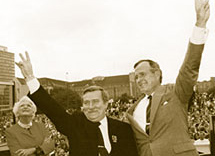
1989년 7월 연대자유노조의 레흐 바웬사와 미국 대통령 조지 H. W. 부시, 그리고 그의 부인 바바라 부시가 바르샤바를 방문 중이다.

1988년 4월과 5월, 폴란드에서는 전국적으로 파업이 벌어졌다. 이후 두 번째 파업이 8월 15일부터 시작되었다. 8월의 며칠 동안 17개의 광산이 파업에 들어갔고, 이후 8월 22일부터는 그단스크 정박항의 노동자들을 비롯한 각지의 정박항 노동자들도 파업을 시작했다. 이는 1980년대 초 불법이었던 연대자유노조에 대해 노동자들이 다시 합법 노조임을 인정하라고 요구한 것이 발단이었다. 1988년 8월 31일 연대자유노조의 지도자 레흐 바웬사는 공산주의 당국의 초청으로 바르샤바로 가서 그들과 회담을 했다. 1989년 1월 18일 제10차 폴란드 연합노동당에서 보이치에흐 야루젤스키 의장은 합법화를 위해 연대자유노조와의 공식적인 협상을 지지한다고 밝혔다. 그러나 이것이 좌절될 경우, 모든 당 지도부가 사퇴할 것을 압력받았을 때 달성될 수 있었다. 1989년 2월 6일 공식적인 회담이 바르샤바 대회의실에서 시작되었고 4월 4일, 역사적인 폴란드 원탁회의 협정이 체결되었다. 이 협정에서 연대자유노조는 합법성을 인정받았고, 1989년 6월 4일까지 폴란드 자유 의회 선거에 대해 준비하기로 결정했다. 이후 연대자유노조는 폴란드의 모든 선거에 압승을 거두었고, 이들은 대통령 직을 경쟁할 수 있게 되었다.
1989년, 공산당의 두 동맹체였던 폴란드 연합인민당과 폴란드 민주당은 폴란드 연합노동당과의 동맹을 깨뜨리고 연대자유노조에 대한 지지를 선포했다. 폴란드의 마지막 공산당 총리였던, 체스와프 키슈차크는 비 공산당 계열이 행정부를 편성할 수 있도록 사임하겠다고 밝혔다. 노조자유연대가 정부를 만들 유일한 정치적 집단이 되자, 노조자유연대에서 총리가 나올 가능성이 한층 높아졌다. 1989년 8월 19일, 반공주의 편집자이자 노조자유연대의 지지자인 타데우시 마조비에츠키가 폴란드의 총리로 임명되었고, 1968년의 프라하의 예처럼 루마니아의 독재자 니콜라에 차우셰스쿠가 바르샤바 조약기구가 개입해야 한다는 요청에도 소련은 어떠한 반대 의사도 나타내지 않았다. 1989년 8월 24일 폴란드의 의회는 40년 동안 이어진 일당제를 폐지시켰다. 의회에서 마조비에츠키는 378표의 찬성과 4표의 반대, 그리고 41표의 불참으로 총리 직을 인정받았다. 1989년 9월 13일, 새로운 비공산당계 정부가 의회의 승인을 받았고, 이는 유럽 동구권 역사상 처음으로 수립된 민주정부였다. 1989년 11월 17일, 체카의 설립자이자 공산주의 탄압의 상징이었던 펠릭스 제르진스키의 동상이 바르샤바 은행 광장에서 철거되었다. 1989년 12월 29일 폴란드는 국가의 명칭을 폴란드 인민공화국에서 폴란드 공화국으로 변경했다. 공산주의 단체인 폴란드 연합노동당은 1990년 1월 29일 해산한 후 사회민주주의 단체로 개편되었다.
1990년 야루젤스키가 폴란드 대통령에서 사임하고 대통령직은 1990년 대선에 승리한 레흐 바웬사에게 넘어갔다. 바웬사의 대통령 취임은 1990년 12월 21일로, 이는 폴란드 인민공화국의 공식적인 종식과 현대의 폴란드의 시작으로 보는 이들이 많다. 1991년 10월 27일 폴란드 의회 선거는 1945년 이후 처음으로 전면 자유제로 실시되었다. 이것은 폴란드의 공산주의 체제가 서구식 자유 민주주의로 바뀌었다고 볼 수 있는 것이다. 소련군은 단계적으로 철수를 시작했지만 1991년 러시아 연방 수립 이후에도 러시아군은 주둔해 있었고 마지막 러시아 군대는 1993년 9월 18일 폴란드에서 철수했다.

### 헝가리
다른 동구권 국가들과는 달리 헝가리는 1980년대 지속적으로 경제적 개혁을 추구해 성과를 얻었고, 일부 제한적이었지만 정치적 자유를 허용했다. 그러나 주요 개혁은 1988년 5월 23일 공산당 총서기가 카다르 야노시에서 그로츠 카를로시로 바뀐 이후에야 이루어졌다. 1988년 11월 24일, 네메트 미클로시가 총리로 임명되었다. 이후 1989년 1월 12일 의회는 "민주주의 패키지"를 채택했다. 민주주의 패키지에는 무역 다원주의, 언론과 집회, 결사의 자유 보장, 헌법의 적극적 개정, 새로운 선거 제도 등을 포함되었다. 1989년 1월 29일, 헝가리 공산당이 30년 동안 주장했던 역사의 공식적인 관점과는 결함되게 중앙위원회 의장 포츠게이 임레는 헝가리의 1956년 반란이 반혁명을 위한 외국 사주의 시도보다는 민중 봉기임을 선언했다. 대규모 시위가 3월 15일 국경일에 발생해 공산당 정권과 비공산당 정치 세력의 협상을 요구했다. 헝가리 원탁회의가 4월 22일 시작되어 9월 18일 협상은 성공리에 종결되었다. 회담에서는 공산당을 비롯해 새로 등장한 피데스, 자유민주주의를 위한 동맹, 헝가리 민주주의 포럼, 헝가리 인민당, 헝가리 기독교 민주주의 인민당 등이 초청되었다. 이 회담에서는 헝가리의 미래 정치적 지도자들이 대거 참여했다. 대표적인 예로 소욤 라슬로, 안탈 요제프, 오르반 빅토르 등이 있었다.
1989년 5월 2일 철의 장막의 실질적인 첫 해제가 헝가리 인민공화국이 오스트리아와의 국경 펜스를 철거하면서 시작되었다. 이는 동독과 체코슬로바키아에서 수 만명의 시민들이 여름부터 가을까지 불법으로 오스트리아-헝가리 국경을 넘어 서방 국가들로 이주하면서 두 정부의 체제를 불안정하게 만들었다. 1989년 1월 1일, 공산당은 옛 총리인 너지 임레를 사면하였다. 이는 1956년 헝가리 혁명 당시 혁명의 책임으로 짧은 재판 이후 그를 불법적으로 처형한 것과는 대조적이었다. 1989년 6월 16일 너지 임레는 수많은 사람들이 모인 부다페스트의 광장에서 국장을 받았다.
1989년 9월 18일의 원탁 회의의 내용은 6가지 법 조항에 반영되었다. 이는 헝가리 헌법의 전반적 개정, 헝가리 입헌 의회의 설립, 정당의 기능과 통제, 선거에서의 다당제 도입, 국가 원수와 의회의 분립 등이 포함되어 있었다. 선거 제도 또한 협정의 내용에 포함되었다. 절반 이상의 당원들은 비례제로, 나머지 절반은 다수결로 선출하는 것이었다. 대통령의 권한도 약화시키기로 결정되었지만, 누가 대통령에 선출되어야 할 지와 언제 선거를 치를 지는 합의되지 않았다. 1989년 10월 7일, 공산당은 스스로 대규모의 의회를 재소집해 헝가리 사회주의 정당을 설립했다. 1989년 10월 16일부터 20일까지 의회에서 다당제 선거와 직접선거를 채택했고, 1990년 3월 24일 헝가리에서 첫 민주적 선거가 실시되었다. 이후 헝가리는 인민공화국에서 헝가리 공화국으로 변경되었고, 정부는 인간의 존엄성 및 민권을 보장하고 삼권 분립의 실현을 위해 법적 제도를 마련했다. 헝가리를 점령했던 소련군도 1991년 6월 19일 헝가리에서 철수했다.

### 동독

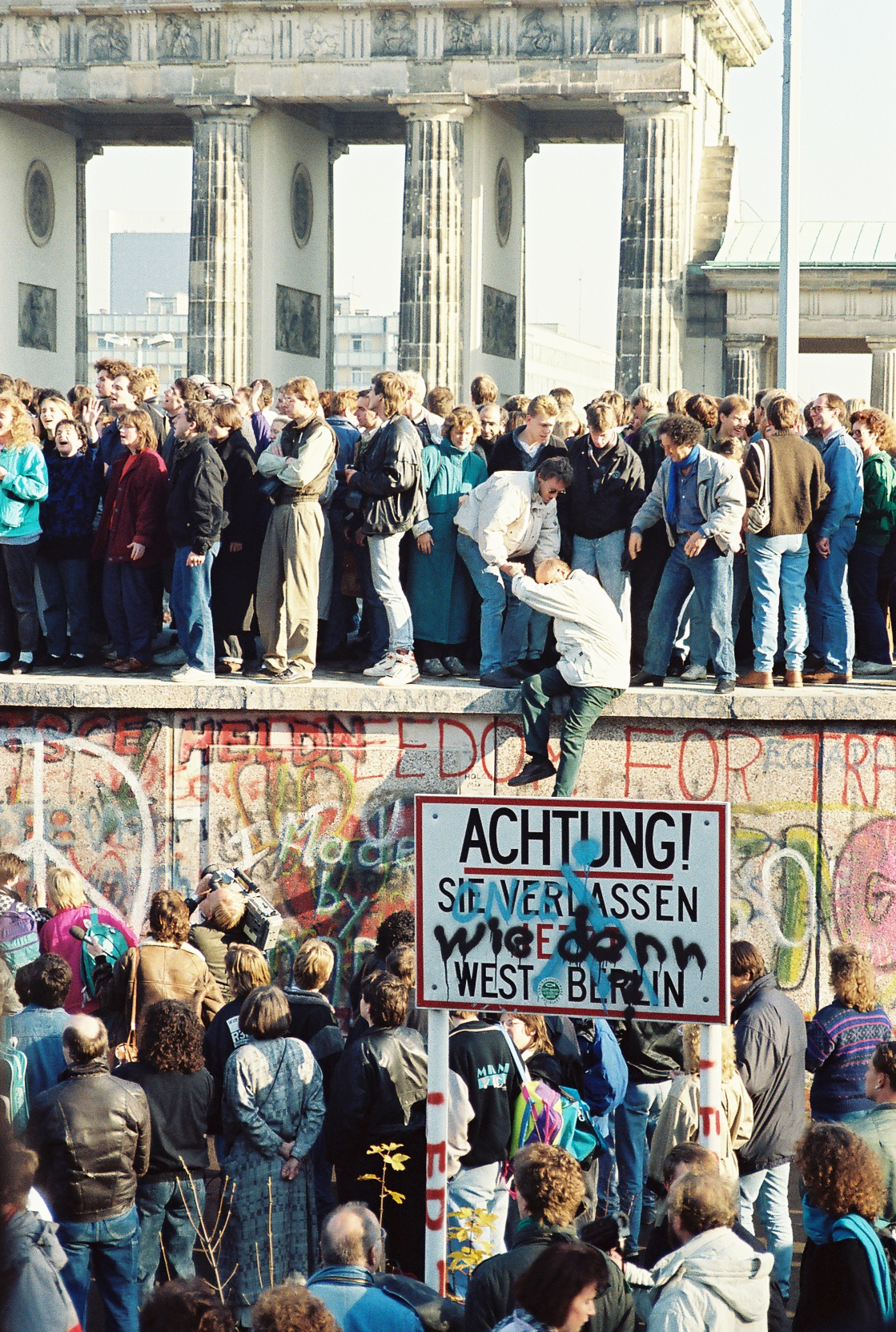
베를린 장벽 중 브란덴부르크 문 구간에서 찍은 사진. 1989년 11월 10일

1989년 5월 2일, 헝가리가 오스트리아와의 국경을 철거하기 시작하자, 철의 장막 일대에 커다란 구멍이 생겼다. 동독 주민들은 이 구멍을 통해 서방 국가들로 도망치기 시작했다. 1989년 9월 말에는 3만 명 이상의 동독 주민이 서방 국가로 도주했고, 이후 동독 정부는 헝가리 여행을 금지했다. 이러한 조치에 동독 주민들은 체코슬로바키아를 통해 도주하기 시작했다. 동독 주민들 수천 명은 중앙 유럽과 동유럽 수도에 산재한 서독의 행정 기관을 통해 서쪽으로 이동하려고 했다. 특히 헝가리 대사관과 프라하 대사관의 독일의 정치적 개혁을 기다리는 수천 명의 독일인들이 8월부터 11월까지 대사관에서 캠프를 치고 대기했다. 독일 민주공화국 정부는 10월 3일 체코슬로바키아와의 국경을 폐쇄했고, 이로 인해 동독은 이웃 국가들로부터 고립되고 말았다. 도주의 마지막 기회가 차단되자 더 많은 동독 주민들이 11월 4일 라이프치히에서 발생한 동독 월요 시위에 참여했다.
10월 2일 라이프치히의 동독 월요 시위는 1만 명의 시위자들이 참여해 성공리에 끝났다. 그러나 동독의 독일 사회주의통일당 서기장이자 동독 총리인 에리히 호네커는 동독 군대에 시위자들의 사살을 명령했다. 공산주의자들은 대규모 경찰과 군대, 동독 국가보안부, 그리고 노동 전투군을 주둔시켰고, 10월 9일에는 톈안먼 광장 식의 학살이 계획되었다는 유언비어가 퍼지기도 했다.
1989년 10월 6일부터 7일까지 미하일 고르바초프는 독일 민주 공화국 수립 40주년을 기념하기 위해 동독을 방문했다. 그는 동독 지도자들에게 개혁의 수용을 요구했다. 그는 독일어로 "Wer zu spät kommt, den bestraft das Leben" (너무 늦으면 아무 것도 할 수 없다.)라는 유명한 속담을 인용했다. 그러나 호네커는 내부 개혁에 반대하였고, 그의 정권은 소련 출판물을 체제 전복용이라 판단하고 판매를 금지했다. 공산주의자들의 대량 학살이 유언비어로 퍼졌음에도 불구하고 10월 9일 7만 명의 시민이 라이프치히에 모여 시위를 했다. 이들은 정부 당국에 발포를 금지했다. 10월 16일에는 12만 명의 시민이 라이프치히에 모여 시위했다.
에리히 호네커는 소련군이 동독으로 진입하고, 바르샤바 조약 기구의 지지로 공산 정부를 복귀시키고 시민들의 시위를 탄압할 수 있을 것이라 보았다. 1990년 이것은 실행하기 어렵다는 것이 밝혀졌다. 소련 정부의 시나트라 독트린에 의해 소련은 동구권에서의 영향력을 종식시키겠다고 선언했고, 동독에서 벌어진 일련의 사태에서 소련은 중립을 유지했다. 계속되는 시민들의 봉기 및 시위로 동독 공산당은 10월 18일 호네커를 축출하고 그를 대신해 에곤 크렌츠를 서기장으로 임명했다. 그러나 시위는 계속해서 이어졌고 10월 23일 월요일에 라이프치히의 시위 참가자는 30만 명이 되었다. 11월 1일 체코슬로바키아 국경을 개방했지만 체코슬로바키아 정부는 모든 동독 주민들의 서독 이주를 아무런 제재 없이 허락했다. 이후 체코슬로바키아는 지역 내의 철의 장막을 11월 3일 철거하기 시작했다. 11월 4일 동독 정부는 베를린 시위를 재가하기로 결정했고, 베를린 시민들은 최대 규모의 시위에서 자유를 요구하며 수도를 퍼위했다. 체코슬로바키아를 통한 피난민의 흐름을 막을 수 없었기에 동독 정부는 1989년 11월 9일 시민들에게 서독으로 직접 여행하는 것을 허용했다. 귄터 샤보브스키가 TV 회담에서 정부의 계획 중인 변화는 지연 없이 즉각적으로 실현되고 있다고 말했다. 이는 수만 명의 시민들이 서베를린으로 이동할 수 있게 요구해달라며 국경으로 집결하는 원인이 되었다. 국경 보위대는 무력을 사용하지 못한 채 주민들을 서베를린으로 이주시켰다. 이후 베를린 장벽이 시민들에 의해 붕괴되었다.
11월 13일 동독 총리 빌리 슈토프와의 그의 내각은 전격 사임했다. 새로운 정부는 더욱 온건한 공산주의자인 한스 모드로프의 주도 하에 개혁을 진행했다. 12월 1일 동독 인민의회는 독일 민주공화국의 체제에서 공산당의 주요 역할을 제거했다. 12월 3일 크렌츠는 공산당 서기장에서 사임했고, 3일 후 국가 수반 직에서도 사퇴했다. 12월 7일 공산당과 다른 정당 사이에 원탁 회의가 개최되었고, 1989년 12월 16일 동독에서 공산당은 공식적으로 해체된후 독일 민주사회당으로 개편했다.
1990년 1월 15일 동독 국가보안부의 수장은 시위자들로 붐볐다. 모드로프는 1990년 3월 18일 자유 선거가 이루어질 때까지 사실 상의 동독 지도자가 되었다. 이는 1933년 이래 처음으로 동독 지역에서 이루어진 자유 선거였다. 독일 사회민주당은 패배했고, 동독 기독교 민주연합의 로타르 더 메치에어가 1990년 4월 4일 총리가 되어 서독과의 통일 절차에 속력을 내었다. 동독과 서독은 1990년 10월 3일 재통일되었다. 옛 동독 지역에 주둔하던 러시아군은 1994년 9월 1일 완전 철수했다.

### 체코슬로바키아

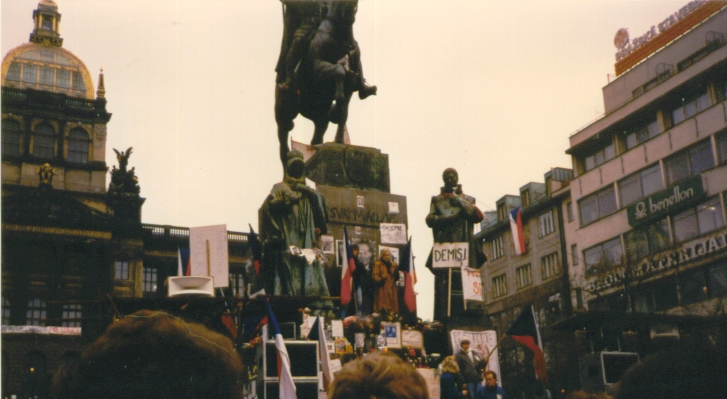
프라하 바츨라프 광장의 시위, 1989년 11월.

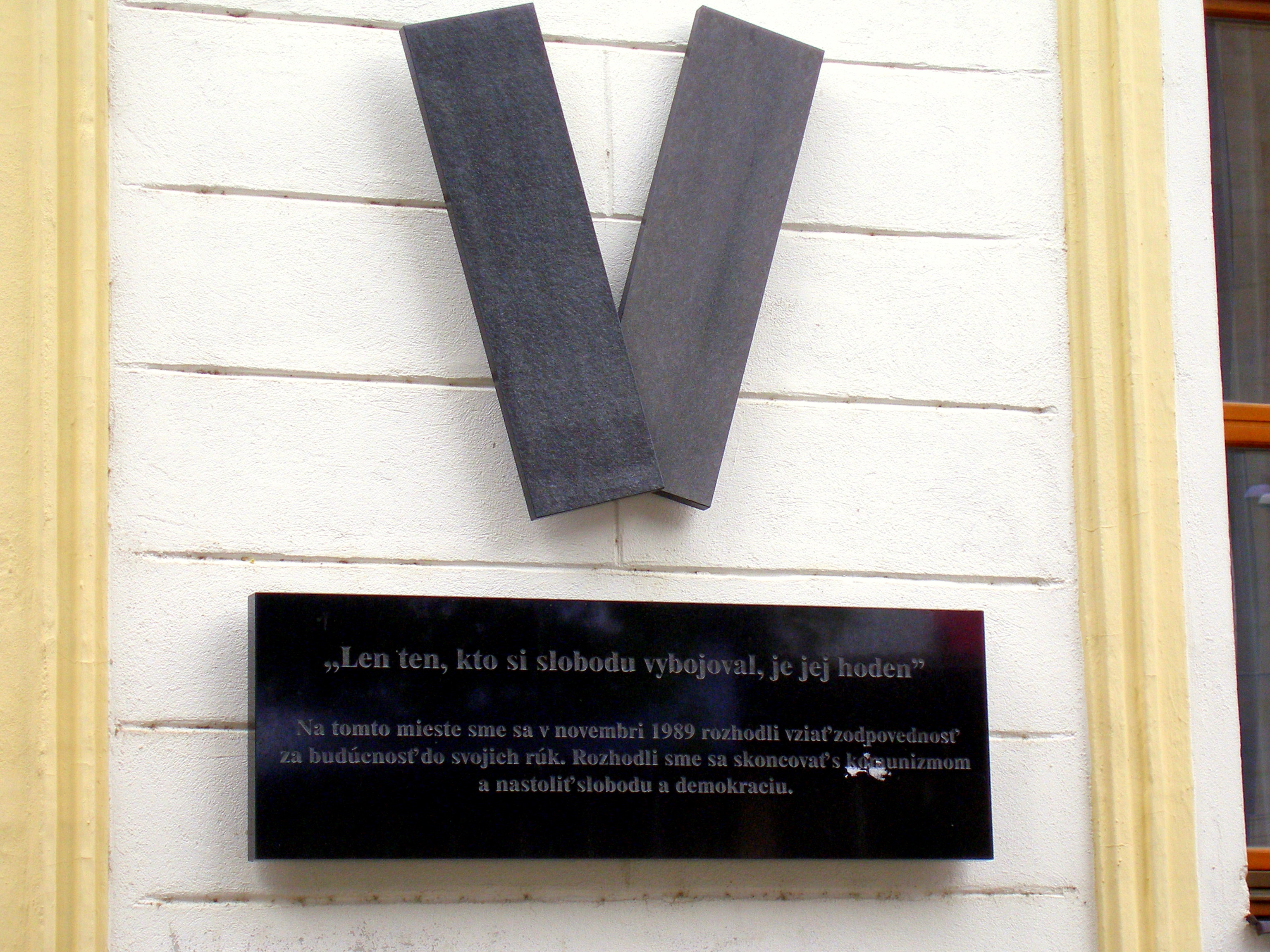
슬로바키아 브라티슬라바에 있는 벨벳 혁명 기념관

체코슬로바키아의 벨벳 혁명은 지역 공산주의 정부 타도 혁명 중 비폭력 혁명으로 잘 알려져 있다. 1989년 11월 17일 금요일, 프라하에서 일어난 학생들의 평화 시위를 의경이 진압했다. 여기서 사상자가 발생했는 지는 여전히 논란 중이다. 이 사건으로 1989년 11월 19일부터 12월 말까지 범국민적인 시위가 연속으로 발생하였다. 11월 20일, 평화 시위자 20만 명이 프라하에 집결했고, 다음 날에는 50만 명이 집결했다. 5일 후 레트나 광장에는 80만 명의 시위자들이 집결했다. 11월 24일, 미클로시 자케시를 포함한 공산당의 모든 지도자들이 사임했다. 11월 27일에는 체코슬로바키아 전역에서 2시간 동안의 파업이 성공리에 끝났다.
다른 공산 정부의 붕괴 이후 거리 시위가 증가했고, 이에 호응해 11월 28일 체코슬로바키아 공산당은 일당제를 종식하고 권력을 이양하겠다고 선언했다. 서독과 오스트리아에 있던 국경이 12월 초에 철거되었다. 12월 10일 구스타프 후자크 대통령이 1948년 이후 처음으로 비공산 정부의 수반으로 임명되었고 이후 사임했다. 알렉산데르 둡체크가 12월 28일 연방 의회의 대변인으로 선출되었도 1989년 12월 29일 바츨라프 하벨이 체코슬로바키아의 대통령으로 선출되었다. 1990년 체코슬로바키아는 1946년 이후 첫 민주 선거를 진행했고, 1991년 6월 27일 마지막 소련군이 체코슬로바키아에서 철수했다.

### 불가리아
1989년 10월부터 11월까지 불가리아의 수도 소피아에서는 시위자들이 정치적 개혁 및 생태학적 문제에 대해 언급했다. 이 시위는 탄압되었지만, 1989년 11월 10일 베를린 장벽이 붕괴된지 3일 후, 불가리아의 오랜 독재자인 토도르 지프코프가 위원회에 의해 축출되었다. 비교적 온건한 공산주의자이자 이전 외교부 장관이었던 페타르 믈라데노프가 그의 권력을 승계받았다. 소련은 지프코프가 고르바초프의 정책에 반대했기 때문에 지도부의 변화에 명백히 지지했다. 새로운 정부는 자유 연설과 집회에 가해진 제제를 즉각적으로 완화했고, 이는 11월 17일의 대규모 집회로 이어진다. 이후 불가리아에는 반공 단체도 등장하기 시작했다. 이들 대다수는 12월 7일 불가리아 민주주의 연합에 참여했다. 불가리아 민주주의 연합은 지프코프의 축출에 만족하지 않고 추가적인 민주적 개혁과 불가리아 공산당의 일당제 종식을 요구했다.
믈라데노프는 1989년 12월 11일 공산당의 일당제 종식 및 다음 해의 다당제 선거를 선언했다. 1990년 2월 불가리아 행정부는 공산당의 독점적 역할에 대한 헌법 조항을 삭제했다. 1990년 폴란드식 원탁 회의가 개최되기로 결정했고, 1990년 6월 자유 선거가 예정되었다. 1990년 1월 3일부터 5월 14일까지 원탁 회의가 진행되어 민주주의로의 전환이라는 합의가 도출되었다. 1990년 4월 불가리아 공산당은 불가리아 사회주의당으로 명칭을 변경하고 마르크스-레닌주의를 버렸다. 1931년 이후 최초의 민주 선거가 1990년 6월 이루어져 사회주의당이 압승을 거두었다.

### 루마니아
1987년 브라초프 반란에서 살아남은 니콜라에 차우셰스쿠는 루마니아 공산당의 지도자로 1989년 11월 재선출되어 5년간 집권할 수 있게되었다. 이 무렵 다른 유럽 지역을 휩쓰는 반공 봉기를 보고 그는 이것을 이겨낼 수 있을 것이라고 보았다. 차우셰스쿠가 이란으로 국빈 방문을 준비하는 동안 그의 비서는 헝가리 개혁교회 목사인 토케스 라츨로 목사를 12월 16일 체포하라고 명령했다. 라츨로는 포위되었지만 곧 봉기가 곳곳에서 시작되었다. 티미쇼아라가 12월 16일 첫 봉기를 시작했고 이는 5일 간 지속되었다. 이란에서 돌아온 이후 차우셰스쿠는 12월 21일 부쿠레슈티에 있는 루마니아 공산당 본부에서 그의 지지자들을 만나려고 했다. 그러나 충격적으로 시민들은 야유를 퍼부으며 그를 조롱했다. 이는 루마니아 시민들이 그에게 오랫동안 실망했음을 보여주는 예였다.
봉기가 확산되자 보안군은 차우셰스쿠의 명령에 따라 시위자들에게 총격을 가했다. 그러나 12월 22일 아침 루마니아군은 편을 갑자기 바꾸었다. 이는 국방부 장관 바실 밀레아가 반역자로 누명을 쓴 이후 자살했다는 소식이 알려졌다는 것 때문이었다. 밀레아 장관이 사실상 사살되었다고 판단한 군은 혁명에 가담하기 시작했다. 군 전차는 중앙위원회 건물을 향해 진격했다. 시위자들은 중앙위원회 문을 열고 차우셰스쿠 부부를 잡으려고 했지만 그들은 건물에 대기 중인 헬리콥터를 타고 도주하였다. 다른 지역의 공산당과는 달리 루마니아 공산당은 바로 해체되었고, 현재까지도 루마니아에는 공산당이 존재하지 않는다.
차우셰스쿠의 도주에도 불구하고 불확실성만이 그들의 운명을 결정했다. 12월 25일, 루마니아 텔레비전에서는 차우셰스쿠의 처형식을 공격했다. 이후 이온 일레스쿠가 이끄는 국가민주주의 전선 의회가 정권을 이양받아 1990년 4월 자유 선거를 약속했다. 그러나 이들은 1990년 5월 20일 선거를 미루었다.

### 유고슬라비아
유고슬라비아 사회주의 연방공화국은 바르샤바 조약기구의 회원국은 아니었지만 요시프 브로즈 티토의 주도 하에 티토주의에 입각한 정치를 폈다. 이것은 티토가 형제애와 통일이라는 구호 아래 유지할 수 있는 다민족 국가의 개념과 부합했다. 그러나 1970년부터 1971년까지 일어난 크로아티아의 봄 이후 민족 간의 긴장이 증대되었다. 크로아티아는 이 때 더 많은 자치를 중앙 정부에 요구했지만 이는 묵살되었다. 1974년 헌법이 변화되고 1974년 유고슬라비아 헌법이 연방 정부의 권력을 자치 공화국과 주들에게 어느 정도 이양했다. 1980년 티토의 죽음으로 민족 간 분쟁은 다시 격화되었고, 1981년 알바니아계 주민이 다수였던 코소보에서 봉기가 일어났다.
슬로베니아 사회주의 공화국은 1984년 이래로 점진적인 자유화 정책을 추구해 소련의 페레스트로이카 모델을 따라하려고 했다. 이는 슬로베니아 공산당 연맹과 중앙 정부 유고슬라비아 인민군으로부터 긴장을 유발하는 계기가 되었다. 1980년 말 수많은 시민 사회 집단이 민주화를 진척시켰고, 문화적 다양성을 위한 공간을 확장하고자 했다. 1987년부터 1988년까지 시민 사회 집단과 공산 정권 사이에 충돌이 빈번이 발생했고, 이 중 대표적인 예가 슬로베니아의 봄이었다. 1989년 초 몇몇 반공 정당이 기능을 수행하여 슬로베니아 공산주의자의 영향에 도전하기 시작했다.
1990년 1월 유고슬라비아 공산당 연맹은 헌법 내 정당 사의 분쟁을 막기 위해 소집되었다. 수에서 밀려 슬로베니아와 크로아티아 공산당은 1990년 1월 23일 당 연맹에서 탕퇴해 유고슬라비아 공산당의 종식을 가져왔다. 양당은 다당제 자유 선거를 실시하고자 했다. 1990년 4월 8일 민주주의 및 반유고슬라비아 정당 DEMOS 동맹이 슬로베니아 선거에서 승리를 거두었고, 1990년 4월 24일에는 프라뇨 투지만이 이끄는 크로아티아 민주연합이 크로아티아 선거에서 승리를 거두었다. 보스니아 헤르체고비나와 마케도니아에서 이뤄진 1990년 11월 선거에서 공산당과 민족주의 정당이 유사한 표를 확보했다.
슬로베니아와 크로아티아의 지도부는 유고슬라비아로부터 독립할 준비를 마쳤고 크로아티아 내의 세르비아인들은 로그 혁명을 통해 자치 정부를 수립했다. 1990년 12월 23일 슬로베니아 독립 선거에서 88.5%의 주민들이 독립에 찬성했다. 1991년 5월 2일, 크로아티아 독립 선거에서도 93.24%의 주민이 독립에 찬성했다.

### 알바니아
알바니아 사회주의 인민공화국의 지도자인 엔베르 호자는 40여년 간 알바니아를 통치하고 1985년 4월 11일 사망했다. 그의 뒤를 이어 라미즈 알리아가 정권을 서서히 개방하기 시작했다. 그러나 1989년 쉬코르다에서 첫 봉기가 시작되었고, 이는 다른 지역으로 급속히 확산되었다. 이에 알리 정부는 자유화를 허용해 1990년부터 해외 여행의 자유를 제공하는 등 각종 조치를 취했으며, 헬싱키 협정에 참여해 알바니아 내 인권 문제를 해결하겠다고 약속했다. 이러한 조치로 1923년 이래 최초로 알바니아의 자유 선거였던 1991년 3월, 공산주의자들은 다시 집권했지만, 파업과 시민들의 반발로, 비공산당 계열을 포함한 내각이 열리게 되었다. 이후 1992년 알바니아는 완전히 공산주의에서 벗어나 민주적 제도의 기틀을 마련했다.

## 몰타 회담

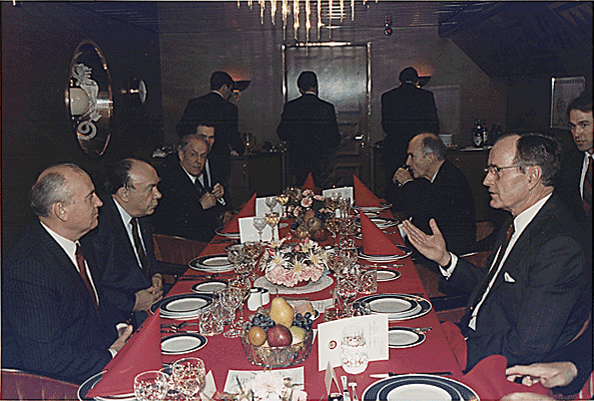
미하일 고르바초프와 조지 H. W. 부시가 몰타 자유항에 정박한 소련 순양함 막심 고르키에서 회동하고 있다. 이 회담은 냉전 종식의 주요 사건 중 하나로 평가되고 있다.

미국 대통령 조지 H. W. 부시와 소련의 지도자 미하일 고르바초프는 몰타에서 1989년 12월 2일부터 12월 3일까지 회담을 가졌다. 이 때는 베를린 장벽이 붕괴된 지 며칠이 안 된 때였다. 몇몇 언론은 몰타 회담을 얄타 회담 이후 가장 중요한 사건이라고 이 회담을 언급했다. 얄타 회담은 제2차 세계 대전 이후의 유럽에 대해 영국의 윈스턴 처칠, 소련의 이오시프 스탈린, 미국의 프랭클린 D. 루즈벨트가 논의한 것이다.

## 소련의 해체

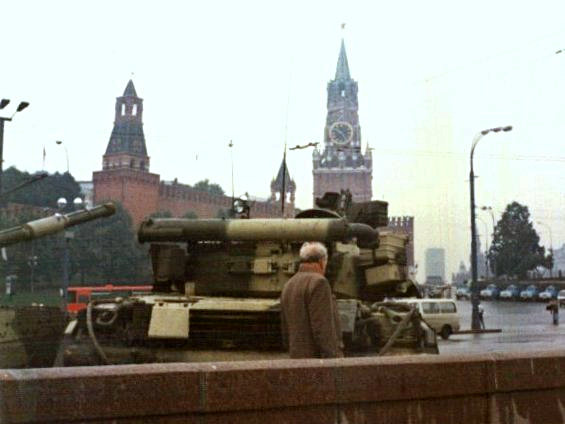
8월 쿠데타 당시 붉은 광장에 있는 전차

1991년 7월 1일, 바르샤바 조약기구 회원국이 프라하에서 회담을 가진 후 공식적으로 해체되었다. 같은 달, 고르바초프와 부시는 미국-소련 간의 전략적 협력을 다짐하였다. 실제로 1990년부터 발발한 걸프 전쟁 당시 미국 주도의 다국적 연합군에 소련은 지지를 보냈고, 이라크에 대한 국제 연합의 제재에서 소련은 미국과 함께 찬성에 투표했다.
자신의 영향력을 행사하던 지역에서 소련이 단계적으로 철수하자 1989년에 일어났던 혁명의 여파가 소련 전체에 반향을 일으켰다. 자치 국가 내부의 동요가 리투아니아에서 시작되었고, 발트 3국 전체와 아르메니아가 독립을 선포하는 것에 이른다. 그러나 소련 중앙 정부는 독립에 대해 반대 의사를 표명했고, 군사 행동 및 경제 제재를 통해 독립 선포 국가들을 위협했다. 1991년 1월, 소련군이 리투아니아의 수도 빌뉴스에 진입하면서 분리운동을 탄압하려고 했지만, 소련군은 이후 철수했다. 이 외에도 조지아나 아제르바이잔 같은 다른 소비에트 공화국들은 중앙집권적 통치에 맞선 약속들을 제시하라는 요구와 더불어 급속한 민심 이탈이 발생했다.
글라스노스트는 다민족 국가였던 소비에트 연방의 구성 공화국들 내부에서 오랫동안 압력을 받던 민족주의적 요소들을 분출시키는 계기가 되었다. 이러한 민족주의 운동은 소련의 경제가 급속히 악화됨에 따라 더욱 가속되었다. 고르바초프의 개혁은 경제를 증진시키지 못함으로써 실패했고, 구 소련의 계획 경제는 완전히 붕괴되었다. 이에 구성 공화국들은 자신들만의 경제 체계를 구축하고 소련 중심의 헌법을 지역 중심적 헌법으로 변경했다. 1990년 공산당은 70여년 간의 일당체제를 포기하는데 합의했다. 이는 소련 최고 위원회가 소련 헌법 조항에서 독재적 권위를 보장하는 내용을 폐지하면서 발생한 것이었다. 고르바초프의 정책은 공산당이 언론을 장악하는 것에 실패하는 데에도 기여했다. 이는 소련의 과거 역사적 세부사항이 공개되는 것에 영향을 미쳤고, 시민들과 소비에트 공화국의 지도자들은 구체제를 불신하며 더욱 많은 자치 또는 실질적인 독립을 요구하는 것으로 이어졌다.
소비에트 연방 내부의 회의에서 소련을 존속시키되, 조금 더 느슨한 형태의 연합으로 구성하자는 방침이 나오자 소련의 강경파들은 부통령인 겐나디 야나예프를 중심으로 1991년 8월 쿠데타를 일으켰다. 당시 러시아 소비에트 연방 사회주의 공화국의 대통령 보리스 옐친은 쿠데타에 맞서 더 많은 군대를 보내 이들의 노력을 붕괴시켰다. 미하일 고르바초프는 복권되었지만, 그의 귄위는 실추했다. 고르바초프는 쿠데타 이후 공산당 서기장에서 사임했고, 소련 최고위원회는 당을 해산시킨 후 모든 공산주의 활동을 금지시켰다. 1991년 9월 6일, 소련 정부는 발트 3국의 독립을 인정했다.
8월 쿠데타 이후 수많은 구성 공화국들이 독립을 주장했다. 이 무렵 새로 들어선 러시아 정부가 소비에트 정부의 권력을 하나씩 승계함에 따라 소련 정부는 쓸모 없는 것으로 평가되었다. 1991년 12월 1일, 우크라이나가 소련으로부터 독립하겠다는 투표에서 찬성파가 압승을 거두면서 소련의 연방 제도가 위기를 맞았다. 이는 소련의 통일적 요소를 유지하려는 현실적인 움직임을 완전히 종식시키는 계기가 되었다. 1991년 12월 8일 옐친은 우크라이나와 벨라루스의 지도자들을 만나 벨라베자 조약에 서명하면서 소련의 존재성을 공식적으로 부인했다. 고르바초프는 이를 불법이라고 주장했으나 아무런 효력이 없었다.
1991년 12월 21일, 소련을 구성하고 있던 12개의 국가 중 조지아를 제외한 11개국이 알마-아타 협정을 체결하여 소련의 해체를 공식적으로 인정한 후, 독립국가연합이라는 자발적인 협의체로 이를 대체하기로 했다. 고르바초프는 12월 25일 소련 대통령 직을 사임했고 12월 26일 소비에트 최고위원회는 벨라베자 조약을 합법이라 인정한 후 스스로 해산했다. 1991년 말 러시아로 이양되지 않은 몇몇 소련의 기구들이 해체되었고, 소련은 공식적으로 해체되었다. 이후 1993년, 소련을 복귀시키려는 움직임이 체제 위기로 확산되었지만, 러시아 정부가 이를 해결하고 지역 내 잔재한 소비에트 기구들을 완전히 해체함으로써 러시아는 완전한 자유 민주 국가로 들어서게 되었다.

### 발트 3국

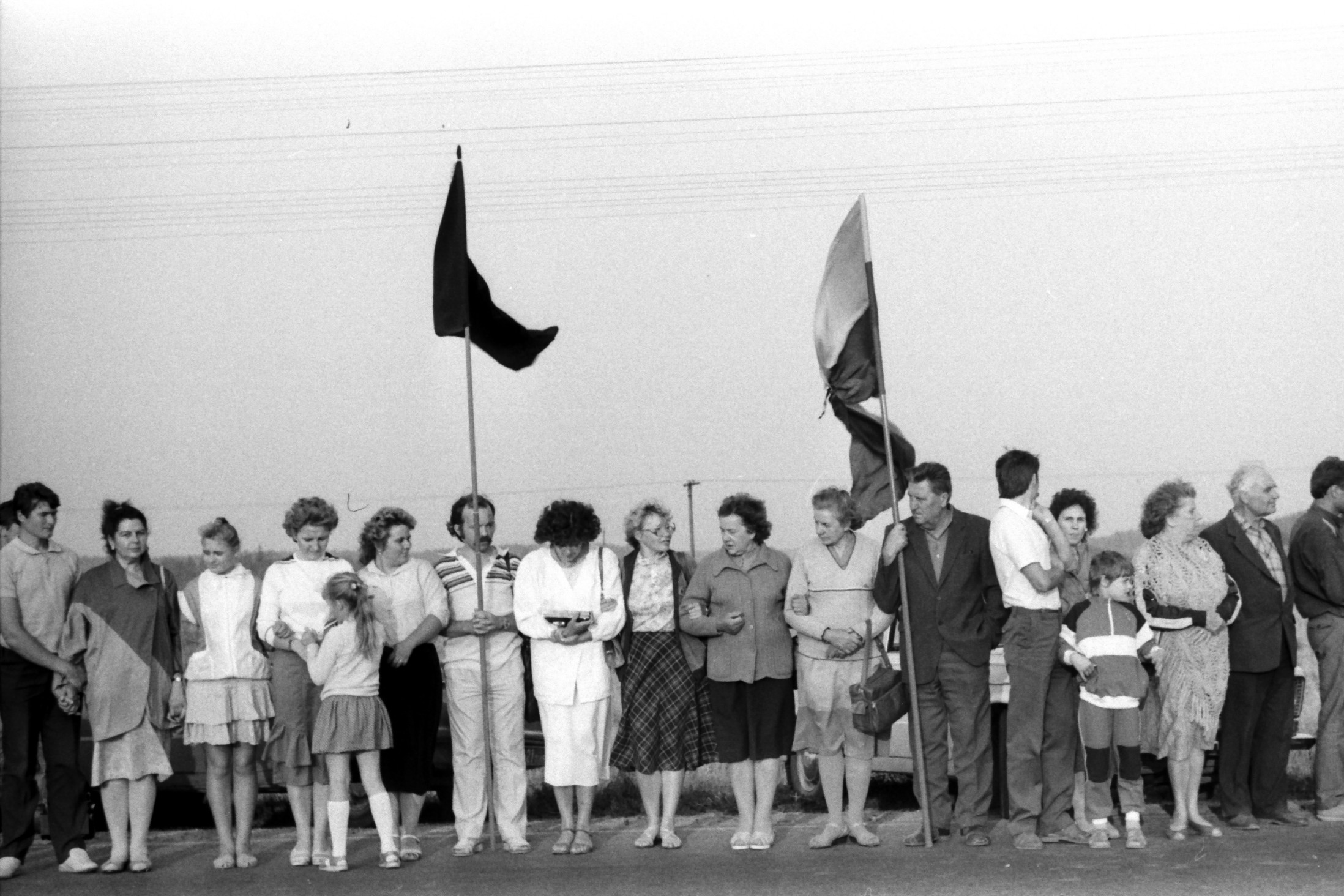
발트의 길은 발트 3국에서 시작된 혁명으로 200만 명의 사람들이 소련으로부터의 독립을 요구한 사건이었다.

발트 3국은 정치 개혁을 실행하고 소련으로부터 독립을 달성한 첫 국가였다. 이러한 독립의 과정을 노래 혁명으로 부르는 것이 일반적인데 이는 1987년부터 1991년까지 에스토니아, 라트비아, 리투아니아에서 독립을 요구하는 일련의 과정들을 포함한다. 이는 에스토니아의 민족주의자이자 예술가인 하인츠 발크가 1988년 6월 10부터 11일까지 탈린 노래 축전에서 벌어진 대규모 야간 시위에 대해 기사를 쓴 것에서 시작되었다. 에스토니아는 1988년 11월 16일 자치를 주장했고, 리투아니아는 1989년 5월 18일, 라트비아는 1989년 7월 28일 자치를 주장했다. 리투아니아가 1990년 3월 11일 독립을 선언했고, 19일 후인 3월 30일에는 에스토니아가 독립으로의 변환기에 들어섰다고 선언했다. 라트비아는 1990년 5월 4일 독립을 주장했다. 그러나 이러한 독립 선언은 소련이 거부하면서 마찰이 빚어졌다. 1991년 초 라트비아에서 바리케이드 사건이라 불리는 공산주의 세력의 탄압 운동, 그리고 리투아니아의 1월 사건 등이 대표적 예였다. 그러나 8월 쿠데타 이후 에스토니아와 라트비아는 완전 독립을 주장했고, 더 이상 통합되지 못한 소련군은 1991년 9월 6일 발트 3국의 독립을 인정했다.

### 카프카스 지역

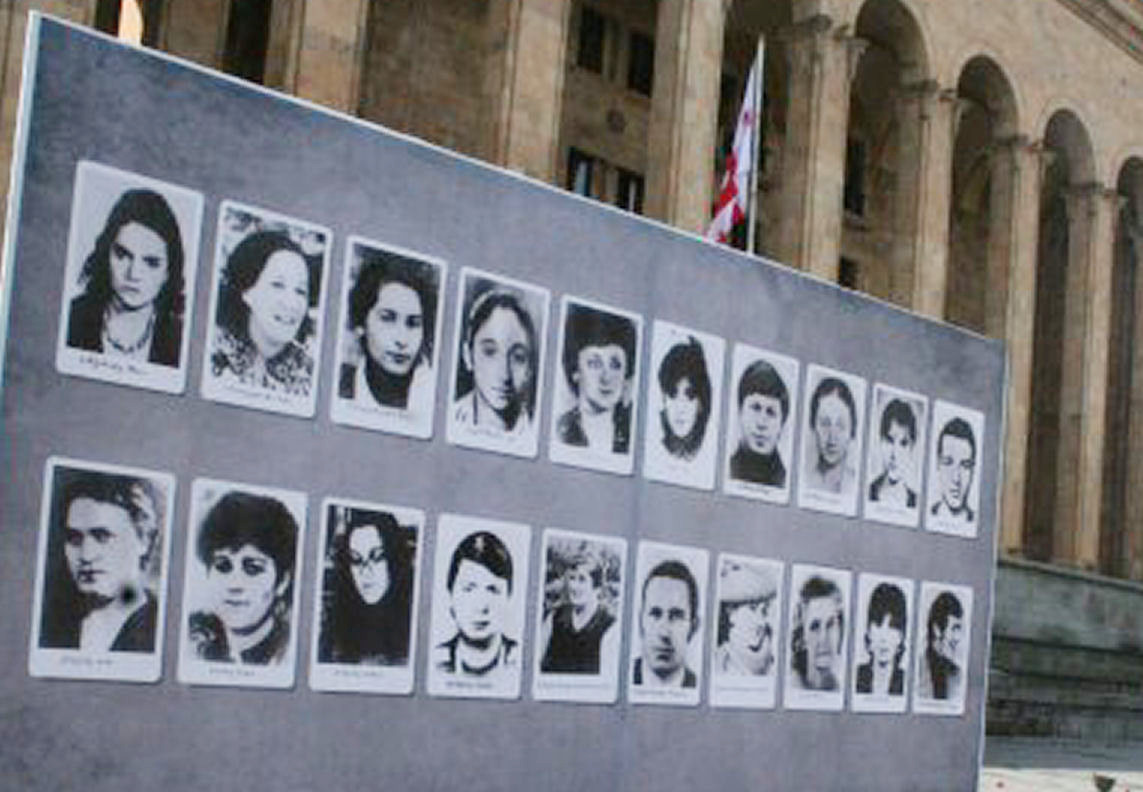
1989년 4월 9일 트비리시 학살의 희생자들의 사진이 걸려 있다.

조지아와 북캅카스 지역은 민족 갈등과 분리주의 운동으로 오랫동안 신음했다. 1989년 4월 9일 소련군은 트비리시의 시위자들을 잔혹하게 탄압하였다. 1989년 11월 조지아 사회주의 공화국은 1921년 러시아의 침공과 지속되는 대량학살식 점령을 공식적으로 비판했다. 1991년부터 약 1년간 민주주의 활동가였던 즈비아드 감사후르디아가 대통령으로 복무했다. 그는 조지아의 독립을 달성하는데 성공했다. 러시아는 조지아의 독립 주장 국가인 남오세티야와 압하지아를 지지하였고, 러시아는 제1차 체첸 전쟁에서 조지아가 체첸 반군을 지지했다는 이유로 조지아를 비판했다. 이후 쿠데타로 공산주의자인 예두아르트 셰바르드나제가 대통령으로 집권했지만 2003년 장미 혁명으로 그는 권좌에서 물러났다.
아르메니아에서는 독립 투쟁이 폭력을 동반했다. 나고르노카라바흐 전쟁에서 아르메니아와 아제르바이잔은 서로 맞섰다. 아르메니아는 이후 군사화에 박차를 가하는 한편, 아르메니아에서 이루어진 선거는 논란이 되어 정부의 부패가 드러나게 되었다. 아르메니아의 독립은 1991년 12월 21일 이루어졌지만 이후에도 호르자반의 부패는 이어졌고, 세르지 사르키샨이 그의 뒤를 이어 대통령이 되었다. 그는 아르메니아의 군대의 발전에 기여했고, 아르메니아에 민주주의적 제도를 정착시키기 위해 노력했다.
아제르바이잔에서는 친서구적 성향을 지닌 아제르바이잔 인민당의 엘치베이가 첫 선거에서 당선되었다. 그러나 엘치베이가 아제르바이잔 원유 생산에서 러시아의 이익을 독점하려 하고 터키 및 유럽에 더욱 연대를 강화함으로써, 러시아와 이란이 지원하는 공산주의자들이 쿠데타를 일으켜 그는 축출되었다. 무탈리보프가 권력의 핵심인물로 떠올랐으나 그는 부패, 아르메니아와의 전쟁 패배, 그리고 정치 구조의 미완성으로 축출되었다. 헤이다르 알리예프가 다음 대통령으로 집권해 2003년 아들에게 대통령직을 물려주었다. 그러나 러시아의 견고한 동맹국으로 남은 아르메니아와는 달리 2008년 조지아 전쟁 이후 아들 일함 알리예프는 터키와 서유럽 국가들, 그리고 미국과의 유대를 강화하며 러시아와의 유대는 약화시키고 있다.

### 체첸

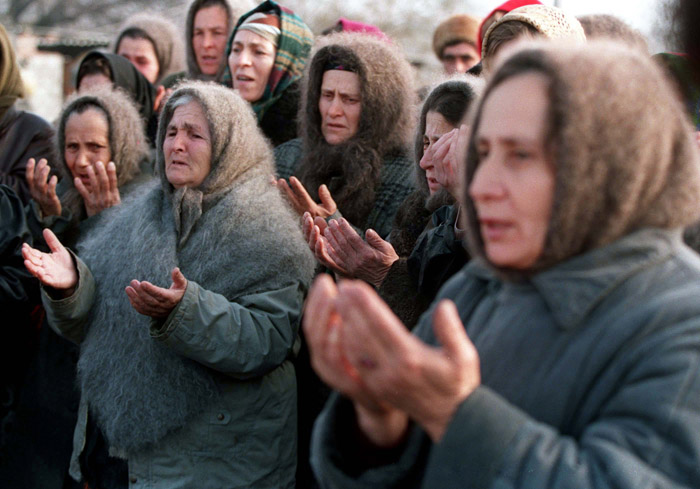
1994년 12월 체첸 그로즈니에서 기도 중인 여성들

체첸의 조하르 두다예프 장군은 발트 3국의 방식을 차용해 반공주의 정당을 결집시켜 체첸의 민주화를 이끌어내는데 성공했다. 이후 체첸 공화국은 공산당이 선출하는 소비에트를 완전히 종식시켰다. 1991년 11월 체첸 대선에서 조하르 두다예프는 압승을 거두어 체첸 대통령이 되었고, 그는 같은 해 체첸-인구시 지역을 이치케리야 체첸 공화국으로 선포하고 독립을 주장했다. 인구시 공화국은 체첸과 결별하기를 원했고, 조하르 두다예프 대통령은 이를 허용했다. 그러나 체첸이 원유 사업에서 러시아를 배제시키려고 하자 보리스 옐친은 1993년부터 1994년까지 쿠데타를 지원했으나 실패로 끝났다.
이에 러시아는 체첸을 침공해 제1차 체첸 전쟁을 일으켜 1994년 12월 체첸을 포위하려고 했으나, 체첸군은 무기와 병력 몇에서 열세임에도 불구하고 산악 지역에서의 게릴라전과 뛰어난 습격전을 통해 러시아군에게 패배를 안겨주었다. 결국 1996년 보리스 옐친 정부는 체첸과의 휴전협정에 들어가 1997년 러시아-체첸 평화 조약을 체결했다. 러시아군의 피해는 공식적으로 5,732명이지만 다른 총계치는 3,500명에서 7,500명에 이르고 가장 높은 수치는 14,000명에 이른다.

## 기타 세계의 변화

### 아프리카
아프리카 지역에 남아있던 공산국가들에는 앙골라, 모잠비크 등이 있다. 거의 대부분의 국가들은 1990년부터 1991년 사이에 민주화를 실현했지만, 앙골라와 소말리아, 모잠비크 지역에서는 내전이 발발했다. 앙골라의 경우 1991년 비세세 협정을 통해 다당제 선거 도입을 약속했지만, 1992년 선거에 불복해 2002년까지 내전이 지속되었다. 모잠비크의 경우에도 1992년 로마 평화 협정을 체결해 공산주의와 비공산당 계열의 연립 정부 수립을 합의했다.

### 오세아니아
오세아니아의 바누아투는 소련, 리비아를 비롯하여 공산주의 국가들과 친한 친공산주의 성향의 정치인이었던 월터 리니의 통치를 받았으나, 1991년에 물러나면서 월터 리니의 독재가 종식되었다.

## 같이 보기
- 노래 혁명
- 굿바이 레닌
- 탈공산화